# Dana Elcar
Ibsen Dana Elcar (Ferndale, 10 ottobre 1927 – Ventura, 6 giugno 2005) è stato un attore statunitense.

## Biografia
Studente della Università del Michigan, fu membro della congregazione Alpha Tau Omega e frequentò i corsi della leggendaria scuola di recitazione di Sanford Meisner. Mise a frutto quell'esperienza quando nel 1986, con il collega William Lucking, formò il Santa Paula Theater Center, di cui rimase direttore artistico per sei anni.
Interpretò ruoli da attore non protagonista in Ragazzo la tua pelle scotta (1969), La stangata (1973), A-Team, 2010 - L'anno del contatto (1984) e Ho sposato un fantasma (1984).
Ottenne anche ricorrenti ruoli nella popolare serie televisiva degli anni settanta La squadriglia delle pecore nere, nonché la parte dello sceriffo Patterson nella soap opera Dark Shadows. Viene spesso confuso con la sua controfigura in MacGyver, Don S. Davis.
Comparve anche nella serie cult Supercar, nell'episodio Lotta alla pari (Merchants of Death) (1983).

### La malattia
Nel 1991 Elcar contrasse il glaucoma, una condizione degenerativa degli occhi che lo condusse alla cecità. Questa condizione venne riportata nella serie MacGyver, dove il personaggio di Elcar contrae la stessa malattia, e anche in un episodio del serial Law & Order, in cui interpretò un personaggio che sta diventando non vedente.
Una volta cieco raccolse la sfida di interpretare Vladimir nel dramma Aspettando Godot, presentandosi in scena con tanto di bastone bianco. Questo fu il suo canto del cigno teatrale. Apparve inoltre in un episodio della serie televisiva E.R. - Medici in prima linea (8x13), nel quale interpretò una persona affetta da cecità.
Morì nel 2005 a 78 anni, per le complicazioni di una polmonite al Community Memorial Hospital di Ventura, California. Lasciò la sua compagna, Thelma M. Garcia, il figlio Dane Elcar, quattro figlie e due sorelle.

## Filmografia parziale

### Cinema
- A prova di errore (Fail-Safe), regia di Sidney Lumet (1964)
- Jim l'irresistibile detective (A Lovely Way to Die), regia di David Lowell Rich (1968)
- Lo strangolatore di Boston (The Boston Strangler), regia di Richard Fleischer (1968)
- Pendulum, regia di George Schaefer (1969)
- Ragazzo la tua pelle scotta (The Learning Tree), regia di Gordon Parks (1969)
- Soldato blu (Soldier Blue), regia di Ralph Nelson (1970)
- Adam at Six A.M., regia di Robert Scheerer (1970)
- Il falso testimone (Zig Zag), regia di Richard A. Colla (1970)
- Quattro tocchi di campana (A Gunfight), regia di Lamont Johnson (1971)
- La banda di Jesse James (The Great Northfield Minnesota Raid), regia di Philip Kaufman (1972)
- La stangata (The Sting), regia di George Roy Hill (1974)
- Rapporto al capo della polizia (Report to the Commissioner), regia di Milton Katselas (1975)
- W.C. Fields and Me, regia di Arthur Hiller (1976)
- Candidato all'obitorio (St. Ives), regia di J. Lee Thompson (1976)
- Il campione (The Champ), regia di Franco Zeffirelli (1979)
- The Nude Bomb, regia di Clive Donner (1980)
- Buddy Buddy, regia di Billy Wilder (1981)
- Ho sposato un fantasma (All of Me), regia di Carl Reiner (1984)
- 2010 - L'anno del contatto (2010), regia di Peter Hyams (1984)

### Televisione
- The Nurses – serie TV, 6 episodi (1962-1965)
- Missione segreta (Espionage) – serie TV, episodio 1x08 (1963)
- Hawk l'indiano (Hawk) – serie TV, episodio 1x03 (1966)
- ABC Stage 67 – serie TV, episodio 1x06 (1966)
- The Outsider – serie TV, episodio 1x08 (1968)
- I giorni di Bryan (Run for Your Life) – serie TV, episodio 3x19 (1968)
- Get Smart – serie TV, episodio 5x08 (1969)
- Bonanza – serie TV, episodio 10x28 (1969)
- Il virginiano (The Virginian) – serie TV, episodio 8x04 (1969)
- Colombo (Columbo) – serie TV, episodio 3x02 (1973)
- L'incredibile Hulk (The Incredible Hulk) – serie TV, episodio 2x11 (1978)
- Hardcastle & McCormick (Hardcastle and McCormick) – serie TV, episodio 1x18 (1984)
- MacGyver – serie TV, 126 episodi (1985-1992)
- Agatha Christie: Delitto in tre atti (Murder in Three Acts), regia di Gary Nelson – film TV (1986)

## Doppiatori italiani
Nelle versioni in italiano delle opere in cui ha recitato, Dana Elcar è stato doppiato da:
- Carlo Alighiero in Soldato blu, La stangata
- Giorgio Gusso in MacGyver (1ª voce)
- Paolo Lombardi in MacGyver (2ª voce)
- Bruno Alessandro in MacGyver (3ª voce)
- Oreste Lionello in A prova di errore
- Vittorio Congia in Agenzia Rockford
- Sandro Iovino in La famiglia Bradford
- Renato Mori in Top Secret
- Sergio Fiorentini in Candidato all'obitorio
- Giorgio Lopez in Ho sposato un fantasma
- Marcello Tusco in Law & Order - I due volti della giustizia